# ۲۱ ذی‌الحجه
۲۱ ذیحجه، بیست و یکمین روز از ماه ذیحجه در تقویم هجری قمری است.
در تقویم هجری قمری قراردادی این روز سیصد و چهل و ششمین روز سال است.

## وقایع
- باز پس گرفتن هرات توسط «شاه طهماسب اول»(۹۳۶ ق)

## زادگان
- «ابن قَفَطی» نویسندهٔ نامدار اسلام(۵۶۸ ق)

## درگذشتگان
- «آقامحمدخان قاجار» مؤسس و اولین پادشاه سلسلهٔ قاجاریه(۱۲۱۱ ق)
- «آخوند ملامحمد کاظم خراسانی» استاد بزرگ حوزهٔ علمیهٔ نجف (۱۳۲۹ ق)